# Icewarp
IceWarp Ltd. è un'azienda del settore informatico avente sede a Springfield (Virginia) che sviluppa software di messaggistica, comunicazione vocale e collaborativo rivolto sia a piccole e medie imprese che ad aziende di grandi dimensioni e fornitori di servizi Internet.
L'azienda ha uffici sia negli Stati Uniti che in Repubblica Ceca e si appoggia ad una rete globale di partner i quali si occupano della localizzazione, distribuzione e supporto dei prodotti nei rispettivi mercati di competenza.

## Riconoscimenti
Il 17 giugno 2011 IceWarp è stata inserita nella classifica Red Herring Top 100 North America Tech e successivamente insignita del riconoscimento Red Herring Top 100 Global

## Prodotti
IceWarp Mail Server, già conosciuto come Merak Mail Server, è un server di posta elettronica e comunicazione integrata per sistemi operativi Windows e Linux e costituisce il prodotto di punta dell'offerta IceWarp.